# Wilhelm Hungar

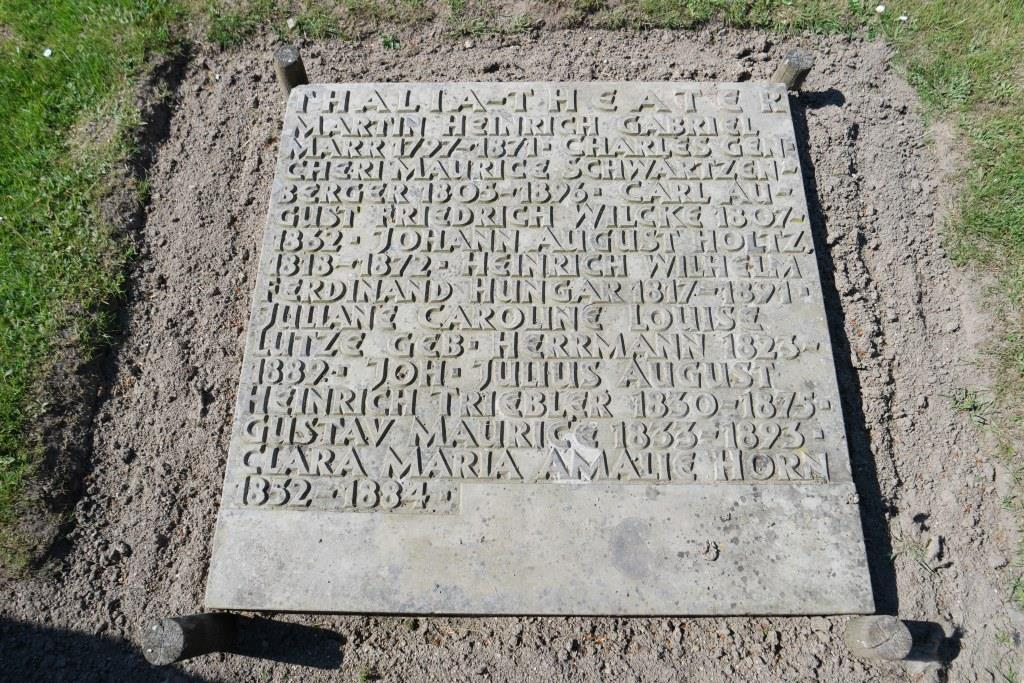
Erinnerung an Wilhelm Hungar; Sammelgrabmaltafel Althamburgischer Gedächtnisfriedhof (Ohlsdorfer Friedhof), Hamburg

Wilhelm Hungar (10. November 1817 in Berlin – 1. August 1891 in Lauterberg am Harz) war ein deutscher Theaterschauspieler und Theaterintendant.

## Leben
Hungars Begabung fürs Theater wurde von der Tragödin Auguste Crelinger erkannt, welche den jungen Mann auch ermunterte, sich der Bühne zu widmen. Am 17. April 1837 versuchte sich Hungar als „General Aldringer“ in dem Schauspiel Die Grabesbraut zum ersten Mal in Luckau.
Hierauf schloss er sich der Fallerschen Gesellschaft an, mit der er den Liegnitzer und Frankfurter Regierungsbezirk bereiste und kam endlich nach langen Quer- und Kreuzzügen 1846 als erster Charakterdarsteller nach Magdeburg. Dort blieb er bis 1848, wirkte dann ein Jahr zuerst als Darsteller, dann ein Jahr als Direktor des Stadttheaters in Nürnberg und betrat am 3. September 1849 als „Richelieu“ in Anna von Österreich zum ersten Mal die Bühne des Thaliatheaters in Hamburg, an welchem Kunstinstitute er mit Ausnahme der Jahre 1854 bis 1857, die er am Karltheater in Wien verbrachte, bis 1887 verblieb.
Dieser Künstler zog sich 1888 vom Bühnenleben gänzlich zurück und starb am 1. August 1891.